# Liqeni i Zi
Liqeni i Zi är en sjö i Albanien.   Den ligger i prefekturen Qarku i Dibrës, i den norra delen av landet, 40 km nordost om huvudstaden Tirana. Liqeni i Zi ligger 1 807 meter över havet.
Trakten runt Liqeni i Zi består i huvudsak av gräsmarker. Runt Liqeni i Zi är det ganska tätbefolkat, med 75 invånare per kvadratkilometer.